# Pareuptychia
Genre
Pareuptychia est un genre néotropical de lépidoptères (papillons) de la famille des Nymphalidae et de la sous-famille des Satyrinae.

## Systématique
Le genre Pareuptychia a été décrit par l'entomologiste allemand Walter Forster en 1964.
Son espèce type est Papilio hesione Sulzer, 1776.

## Liste des espèces
D'après Funet et Brévignon :
- Pareuptychia binocula (Butler, 1869) — Guyane
- Pareuptychia difficilis Forster) 1964 — Bolivie
- Pareuptychia hervei Brévignon, 2005 — Guyane
- Pareuptychia hesione (Sulzer, 1776)
- Pareuptychia hesionides Forster, 1964 — Bolivie, Brésil, Guyane
- Pareuptychia lydia (Cramer, 1777) — Suriname, Guyane
- Pareuptychia metaleuca (Boisduval, 1870) — Mexique, Guatemala, Costa Rica, Colombie, Pérou, Brésil, Guyane
- Pareuptychia ocirrhoe (Fabricius, 1776) — Mexique, Équateur, Trinité-et-Tobago, Pérou, Brésil, Surinam, Guyane
- Pareuptychia summandosa (Gosse, 1880) — Brésil, Paraguay

Pareuptychia hesionides - MHNT
Pareuptychia lydia - MHNT
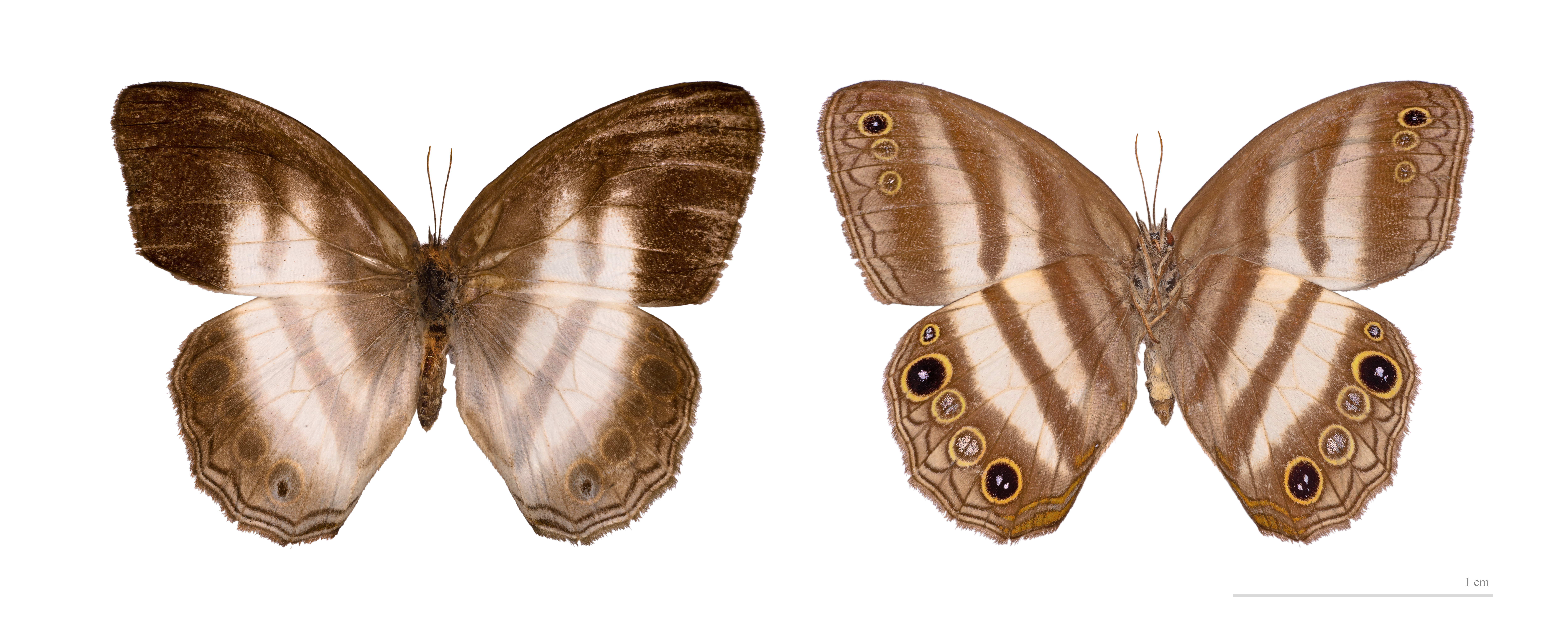
Pareuptychia metaleuca - MHNT